# Euphrasia Donnelly
Euphrasia Louise „Fraze” Donnelly (ur. 6 czerwca 1905 w Indianapolis, zm. 20 maja 1963 w Warsaw w stanie Indiana) – amerykańska pływaczka. Złota medalistka olimpijska z Paryża.
Zawody w 1924 były jej jedynymi igrzyskami olimpijskimi. Medal zdobyła w sztafecie w stylu dowolnym. Partnerowały jej Gertrude Ederle, Ethel Lackie i Mariechen Wehselau.